# Dagon (conto)
"Dagon" é um conto do autor americano HP Lovecraft , escrito em julho de 1917. Uma das primeiras histórias escritas por Lovecraft quando adulto. Foi publicado pela primeira vez na edição de novembro de 1919 do The Vagrant (edição # 11). Dagon também foi publicado na revista norte-americana "Weird Tales".

## Enredo
A história é o testemunho de um homem, viciado em morfina, que relata um incidente que ocorreu durante seu serviço como oficial durante a Primeira Guerra Mundial. O narrador sem nome conta como seu navio de carga é capturado por um barco do império alemão. Ele escapa em um barco salva-vidas e flutua sem rumo, ao sul da linha do equador, até que finalmente se vê preso em um lamaçal pútrido infestado por carcaças de peixes.
Após esperar três dias para a lama secar, ele se aventura a pé para encontrar o mar e um possível resgate. Após dois dias de caminhada, ele alcança seu objetivo, uma colina que na verdade é uma colina à beira de um imenso poço. Descendo a encosta, ele vê um gigantesco objeto de pedra branca que ele logo percebe ser um monólito situado próximo a um canal de água no fundo do abismo, o monólito é coberto por hieróglifos desconhecidos consistindo na maior parte dos símbolos aquáticos, como peixes, enguias, polvos, crustáceos, moluscos, baleias e similares.
Enquanto o narrador inspeciona o monólito, uma grande criatura horrorizante, coberta de escamas emerge da água, horrorizado pela visão, o marinheiro foge de volta para o barco encalhado. Sua próxima memória é de um hospital em São Francisco, onde ele foi levado após ser resgatado no meio do oceano por um navio americano. Não há relatos de distúrbios no Pacífico, e ele não espera que ninguém acredite em sua incrível história. Assombrado pela memória da criatura, ele teme pelo futuro da humanidade onde tais criaturas subam a superfície. Com a droga que lhe mantinha temporariamente calmo acabando, a narrativa escrita por ele é revelada como uma nota de suicídio.